# Sarota spicata
Sarota spicata is een vlindersoort uit de familie van de prachtvlinders (Riodinidae), onderfamilie Riodininae.
Sarota spicata werd in 1888 beschreven door Staudingerl.